# Domenico Gundisalvo
Dominicus Gundissalinus, o Domingo Gundisalvo o Gundisalvi (1115 circa – 1181), è stato un filosofo e traduttore spagnolo, vissuto a Toledo nel XII secolo.
Di probabile formazione francese, Gundissalinus ricoprì la funzione di arcidiacono di Cuéllar, ma svolse la sua attività a Toledo almeno a partire dal 1162. 

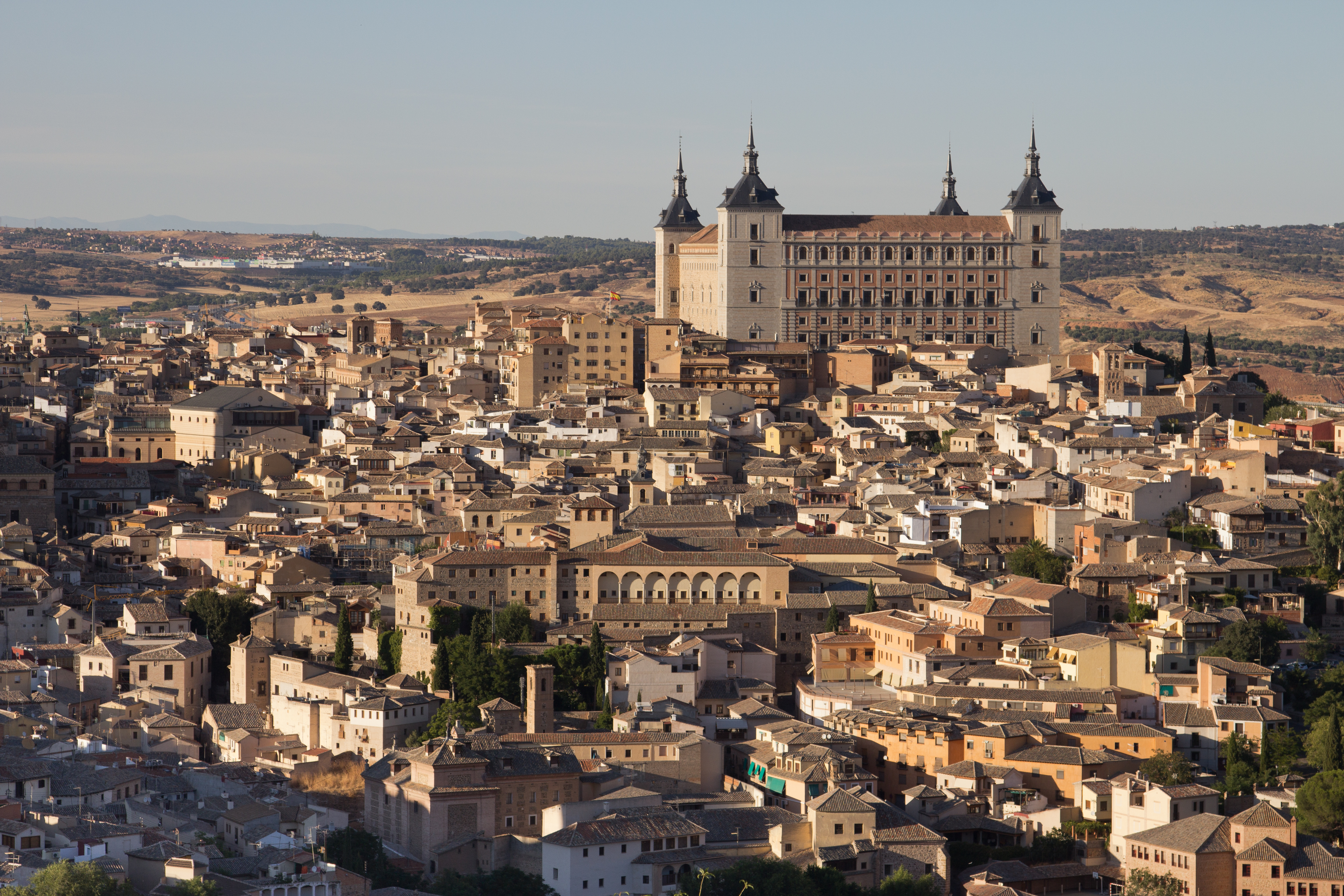
Toledo, la città in cui si svolse l'attività di Gundissalinus

Nella città castigliana, dapprima sotto l'arcivescovo Giovanni di Castelmoron e successivamente sotto Cerebruno, portò avanti la traduzione di numerose opere filosofiche dall'arabo e al latino nello stesso periodo in cui era attivo, nella medesima Toledo, Gerardo da Cremona. Oltre al lavoro di traduzione, Gundissalinus fu anche un proficuo e acuto filosofo, e scrisse cinque importanti trattati in cui sono recepiti, con spirito critico, i principali frutti della riflessione filosofica araba ed ebraica, e in special modo di Avicenna, al-Farābī e Ibn Gabirol (noto in Occidente come Avicebron), ricompresi alla luce della tradizione filosofica latina. Gundissalinus è il primo filosofo latino a recepire alcune delle dottrine più problematiche per la successiva speculazione latina, tra cui la dottrina dell'ilemorfismo universale e quella dell'intelletto unico agente.

## L'attività di traduzione
Insieme ad Avendauth, ossia Abraham ibn Dawud, e Iohannes Hispanus, Gundissalinus tradusse circa venti opere filosofiche dall'arabo al latino, che segnarono in modo dirimente il passaggio dal platonismo all'aristotelismo tipico del XIII secolo latino. Le traduzioni tradizionalmente attribuite a Gundissalinus sono:
- Alessandro di Afrodisia, De intellectu et intellecto
- al-Farābī, De intellectu et intellecto
- al-Kindī, De intellectu
- Avicenna, De anima seu sextus naturalium
- Avicenna, De convenientia et differentia subiectorum
- al-Farabī, Esposizione del V libro degli Elementi di Euclide
- pseudo al-Kindī, Liber introductorius in artem logicae
- pseudo al-Farābī, De ortu scientiarum
- Isaac Israeli, Liber de definitionibus
- Avicenna, Logica
- Avicenna, De universalibus
- al-Ghazālī, Logica
- Avicenna, Liber de philosophia prima
- Avicenna, Liber primus naturalium, tractatus primus
- Avicenna, Liber primus naturalium, tractatus secundus
- al-Ghazālī, Metaphysica
- Ibn Gabirol (Avicebron), Fons vitae
- pseudo-Avicenna, Liber cæli et mundi
- al-Farabī, Liber exercitationis ad viam felicitatis
- al-Farabī, Fontes quaestionum
- Avicenna, Prologus discipuli et capitula
- Avicenna, De viribus cordis

## Le opere filosofiche
Dominicus Gundissalinus redasse anche cinque opere filosofiche, in cui recepisce la filosofia avicenniana e gabiroliana combinandole e sviluppandole in relazione alla tradizione filosofica latina, in special modo Boezio ma anche alcuni autori a lui contemporanei, come quelli della Scuola di Chartres o Ermanno di Carinzia. I trattati gundissaliniani sono così segnati dal profondo conoscimento, da parte di Gundissalinus, della filosofia arabo-ebraica e latina, e si distinguono nelle tre discipline filosofiche che caratterizzano il suo pensiero: la metafisica, l'epistemologia e la psicologia.
I cinque trattati di Dominicus Gundissalinus sono:
- De divisione philosophiae - è un trattato epistemologico in cui Gundissalinus propone la propria divisione della filosofia nelle varie discipline scientifiche[6], strutturate gerarchicamente. In quest'opera, Gundissalinus combina insieme le divisiones di al-Farabi e Avicenna[10] con le classificazioni del sapere di Isidoro di Siviglia[11] e Boezio[12]. Ebbe una proficua diffusione: «la partizione proposta da Gundisalvi sarebbe divenuta, talora con variazioni, il modello della strutturazione scolastica del sapere[13]»
- De scientiis - si tratta di una revisione gundissaliniana dell'omonima opera di al-Farabi, parzialmente speculare al De divisione philosophiae, sebbene quest'ultima dimostri un ben più elevato livello di analisi filosofica e ricezione creativa delle fonti arabe e latine[14].
- De anima - il De anima è un denso trattato di psicologia dove Gundissalinus recepisce principalmente il De anima di Avicenna[15], spesso modificandone alcuni esiti speculativi particolarmente problematici per la riflessione latina[16], e il Fons vitae di Avicebron[17]. Strutturato su dieci capitoli, il De anima segna la primissima ricezione, tra le altre, della dottrina avicenniana dell'intelletto unico agente[15].
- De unitate et uno - breve trattato metafisico e ontologico, Gundissalinus vi esamina la dottrina onto-metafisica e teologica dell''Uno, seguendo la tradizione neoplatonica arabo-ebraica e latina, e particolarmente la prospettiva di Avicebron[18].
- De processione mundi - opera matura di Gundissalinus, l'autore vi affronta l'analisi della processione della creazione a partire dalla suprema semplicità divina, seguendo le varie distinzioni logico-ontologiche che si specificano nelle progressive unioni di materia e forma, fino alla generazione delle creature sensibili[17]. In esso è fondante la dottrina dell'ilemorfismo universale, ereditato da Avicebron, di cui Gundissalinus è uno dei principali partitari[7].

Oltre a queste cinque opere, sulla cui paternità gundissaliniana gli studiosi sono concordi, è stato tradizionalmente attribuito a Gundissalinus anche il De immortalitate animae, rispetto al quale, tuttavia, vi sono pareri discordanti, dal momento che una cospicua parte della comunità accademica vede in Guglielmo di Auvergne l'autore di questo trattato. Le opere di Gundissalinus ebbero una buona ricezione tanto in ambito filosofico latino quanto in quello ebraico.

### Edizioni delle opere gundissaliniane
Trattati psicologici
- D. Gundissalinus, "Liber Dominici Gundisalini de anima ex dictis plurium philosophorum collectus", in De anima of Dominicus Gundissalinus, edición crítica por J. T. Muckle, Maedieval Studies 2 (1940), pp. 23–103.
- D. Gundissalinus, El Tractatvs de anima atribuido a Dominicvs Gvndi[s]salinvs, edizione critica a cura di C. Alonso del Real – M. J. Soto Bruna, Pamplona, 2009.
- D. Gundissalinus, "Des Dominicus Gundissalinus Schrift von der Unsterblichkeit der Seele", edizione critica a cura di G. Bülow, Beiträge zur Geschichte der Philosophie und Theologie des Mittelalters II 3, Münster 1897.

Trattati epistemologici
- D. Gundissalinus, "De divisione philosophiae", edizione critica a cura di L. Baur, Beiträge zur Geschichte der Philosophie und Theologie des Mittelalters, IV, 2 (1903), pp. 3–142.
- D. Gundissalinus, De scientiis, edizione critica a cura di M. Alonso Alonso, Madrid-Granada, 1954.
- D. Gundissalinus, De scientiis secundum versionem Dominici Gundisalvi, edizione a cura di J. Schneider, Freiburg im Breisgau, 2006.
- D. Gundissalinus, Über die Einteilung der Philosophie, edizione a cura di A. Fidora e D. Werner, Freiburg – Basel – Wien, 2007.

Trattati metafisici
- D. Gundissalinus, "De processione mundi", edizione critica a cura di G. Bülow, Beiträge zur Geschichte der Philosophie des Mittelalters», XXIV, 3, 1925, pp. 1-56.
- D. Gundissalinus, De processione mundi, edizione critica a cura di M. Jesus Soto Bruna – C. Alonso del Real, Pamplona, 1999.
- D. Gundissalinus, The Procession of the World, traduzione inglese a cura di John A. Laumakis, Milwaukee, 2002.
- D. Gundissalinus, "Die dem Boethius fälschlich zugeschriebene Abhandlung des Dominicus Gundisalvi De unitate", edizione critica a cura di P. Correns, Beiträge zur Geschichte der Philosophie des Mittelalters, I, 1, 1891, pp. 3-11.
- D. Gundissalinus, El ‘Liber de unitate et uno’, edizione critica a cura di M. Alonso Alonso, «Pensamiento» 12 (1956), pp. 65-78.

### Principali studi su Gundissalinus
- Ch. Burnett, The Translating Activity in Medieval Spain, en S. K. Jayyusi (ed.), The Legacy of Muslim Spain, Leiden, 1992, pp.1036–58.
- Ch. Burnett, "The Coherence of the Arabic-Latin Translation Programme in Toledo in the Twelfth Century", Science in Context 14 (2001), pp. 249-88.
- M.-Th. D'Alverny, Les traductions à deux interprètes, d'arabe en langue vernaculaire et de langue vernaculaire en latin, en G. Contamine (ed.), Traduction et traducteurs au Moyen Âge. Actes du colloque international du CNRS organisée à Paris, Institut de recherche et d'histoire des textes, les 26-28 mai 1986, Paris, 1991, pp. 193-206
- A. Fidora, Domingo Gundisalvo y la teoría de la ciencia arábigo-aristolélica, Pamplona, 2009
- A. Fidora, "Dominicus Gundissalinus and the Introduction of Metaphysics into the Latin West", The Review of Metaphysics 66 (2013), pp. 691-712.
- A. Fidora, Les différentes approches des traducteurs: de la perception des textes à la réception des traductions, en M. Lejbowicz (ed.), Une conquête des savoirs. Les traductions dans l'Europe latine (fin XIe siècle-milieu XIIIe siècle). Colloque organisé à la Fondation Singer-Polignac le jeudi 27 novembre 2008, Turnhout, 2009 pp. 45-66.
- N. Polloni, Domingo Gundisalvo, filósofo de frontera, Madrid, 2013.